# Oro alla Patria

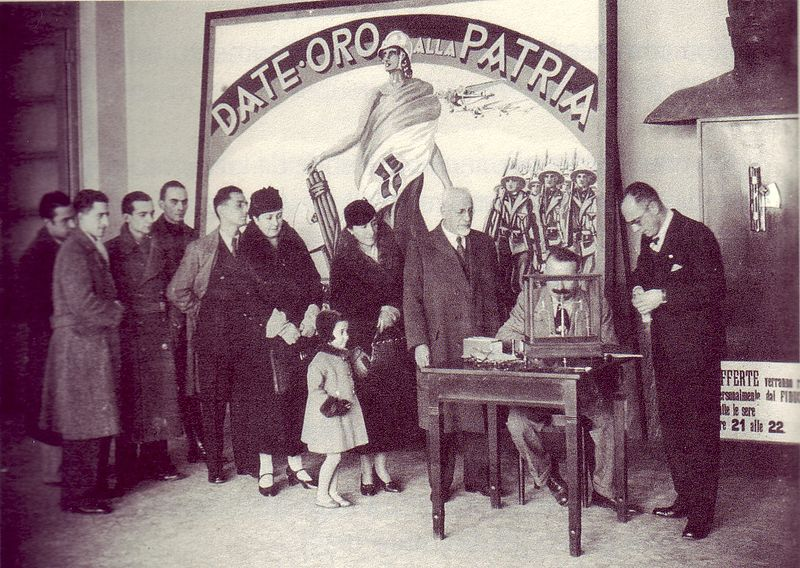
Сдача золотых колец, Милан

Oro alla Patria (с итал. — «Золото Родине») — итальянская правительственная акция, проведённая 18 декабря 1935 года, в ходе которой итальянцы пожертвовали свои золотые активы в пользу их родины.

## Предпосылки
3 октября 1935 года в результате Абиссинского кризиса Королевство Италия начало вторжение в Эфиопию. 7 октября Совет Лиги Наций принял резолюцию о необходимости прекращения нарушения итальянцами устава Лиги Наций. 9 октября произошёл следующий созыв Ассамблеи, на котором было принято решении о введении в отношении Королевства Италия экономических санкций. Они были одобрены 11 ноября и вступили в силу 18 числа того же месяца.
Санкции запрещали экспорт итальянской продукции и запрещали Италии импортировать полезные материалы для военного использования, но не касались жизненно важных материалов, таких как нефть, уголь и металл, которых Италия не имела. Эмбарго не было эффективным, так как позволяло Италии закупать необходимые материалы через посредничество третьих стран, не участвовавших в санкциях по отношению к Италии. Так, Нацистская Германия и Японская империя, уже не представленные к тому времени в Лиге и полностью проигнорировавшие введение санкций, приняли решение о поддержке экспансионистских устремлений Италии. Кроме того, не поддержали введение эмбарго и США.

## «День веры»

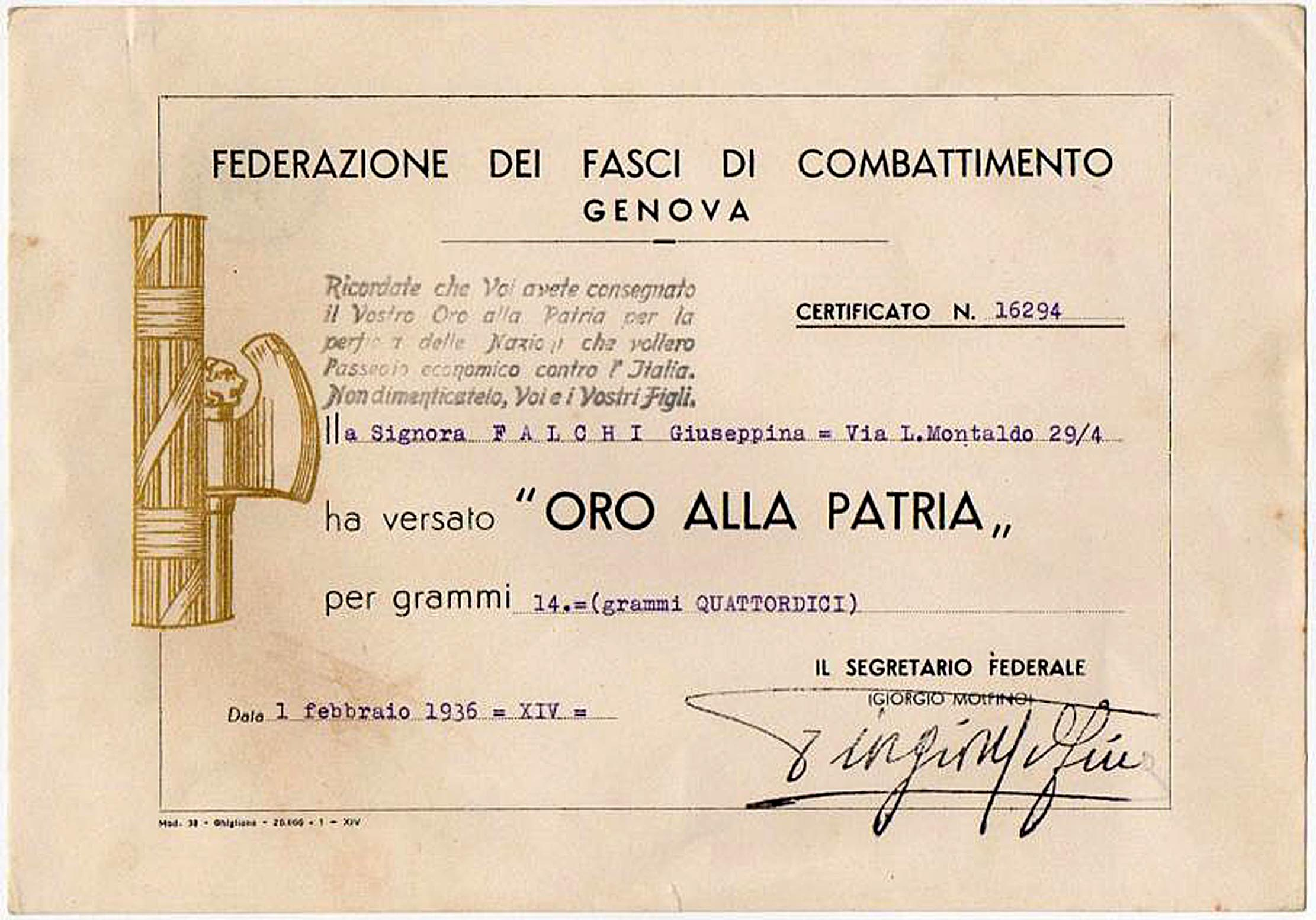
Свидетельство о пожертвовании обручального кольца, выданное генуэзским отделением фашистской партии

Решение о введении санкций вызвало негодование итальянских граждан в отношении Лиги Наций и мобилизовало народные массы: тогда начался сбор металлов, необходимых для военного производства. Правительство начало кампанию Золото Родине (итал. Oro alla Patria), и через месяц после введения эмбарго, 18 декабря, был объявлен «День веры» (итал. Giornata della fede), когда итальянцы должны были пожертвовать свои обручальные кольца для обеспечения расходов на продолжавшуюся войну в Эфиопии.
Главная церемония состоялась у Алтаря Отечества в Риме. Первой, кто пожертвовала своё обручальное кольцо вместе с кольцом своего мужа, была королева Елена. Кроме того, она произнесла официальную речь:
[...] Я поднялась на святыню Витториано, дабы объединиться с гордыми матерями и жёнами нашей дорогой Италии и возложить обручальное кольцо на алтарь Неизвестного Героя, символу наших первых радостей и последних печалей. В чистом подношении преданности Отечеству склоняюсь до земли, связывая себя духом с нашими славными Павшими в Великой войне, и призываю вместе с ними, пред Богом, «Победу» [...]
За ней последовала Ракеле Муссолини вместе с многочисленными жителями столицы; жена дуче вспоминала в своих мемуарах, что она также пожертвовала полкилограмма золота и два с половиной центнера серебра, подарки от супруга. Только в Риме было собрано более 250 тысяч обручальных колец, в Милане — около 180.
Многие выдающиеся деятели того времени, даже если они не поддерживали режим, описали церемонию как величайшую массовую патриотическую акцию Италии всех времён. Кроме того, многие из них приняли участие в кампании. Так, в рамках акции были переданы: цепь ордена Аннунциаты принца, золотые слитки из личного запаса короля, Нобелевская медаль драматурга Луиджи Пиранделло, сенаторские медали Гульельмо Маркони, Луиджи Альбертини и Бенедетто Кроче, первый Кубок Италии и бюсты Муссолини из замка Рокка-делле-Каминате.

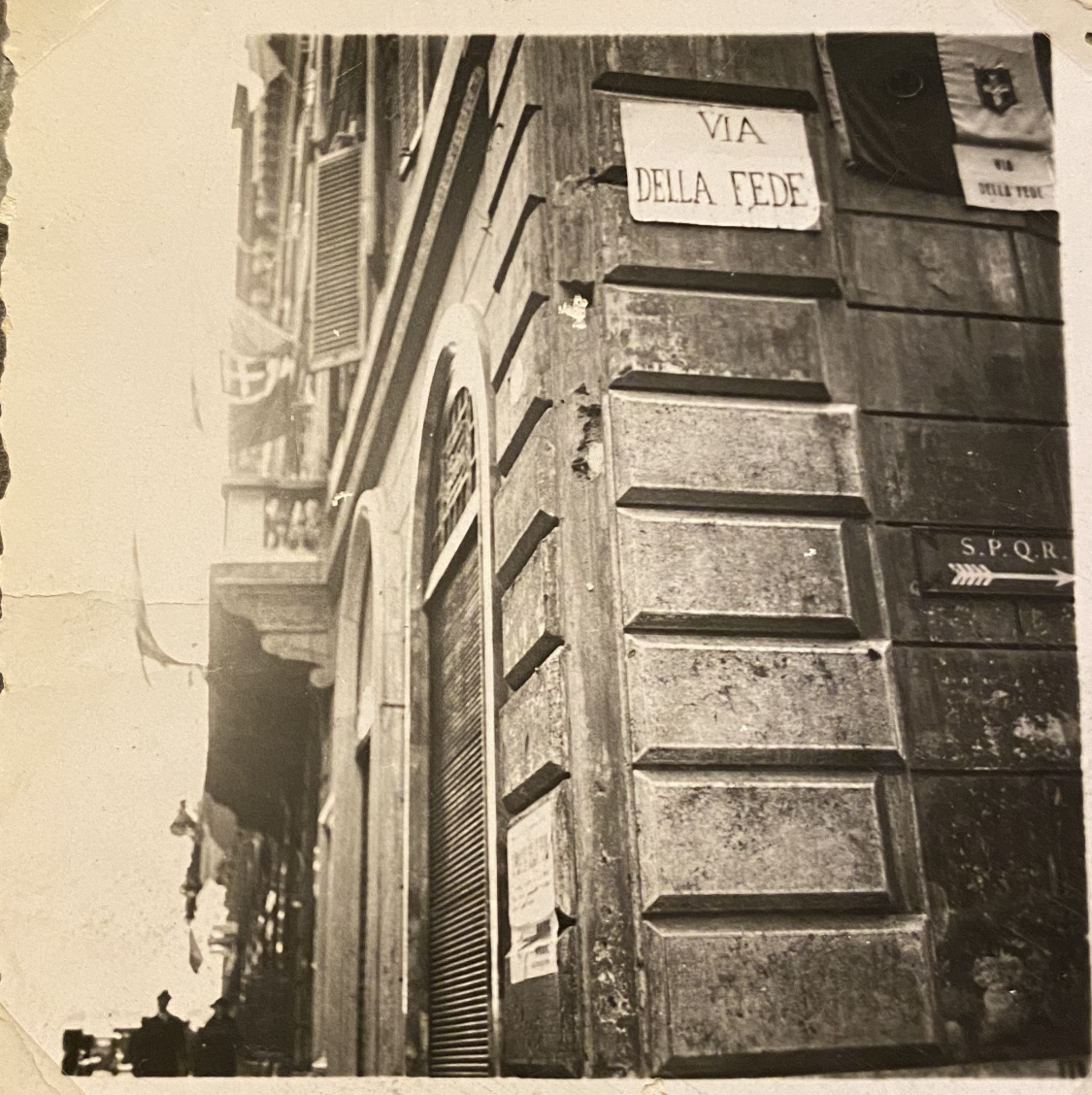
Переулок Дориа был временно переименован в улицу Веры после отказа принцессы Гезин Дориа-Памфили присоединиться к акции

Среди противников этой фашистской инициативы выделялся принц Филипп Андреа VI Дориа-Памфили, который всегда критиковал режим и который стал первым мэром Рима после освобождения столицы, и его супруга принцесса Гезин Дориа-Памфили (итал. Gesine Doria Pamphili). Королева Елена пригласила принцессу шотландского происхождения сопровождать её во время церемонии, но британская дворянка сухо ответила королеве отказом. В связи с этим переулок Дориа (итал. Vicolo Doria), к которому примыкал Палаццо Дориа-Памфили, был переименован в улицу Веры (итал. Via della Fede); оригинальное название было возвращено только после освобождения Рима.

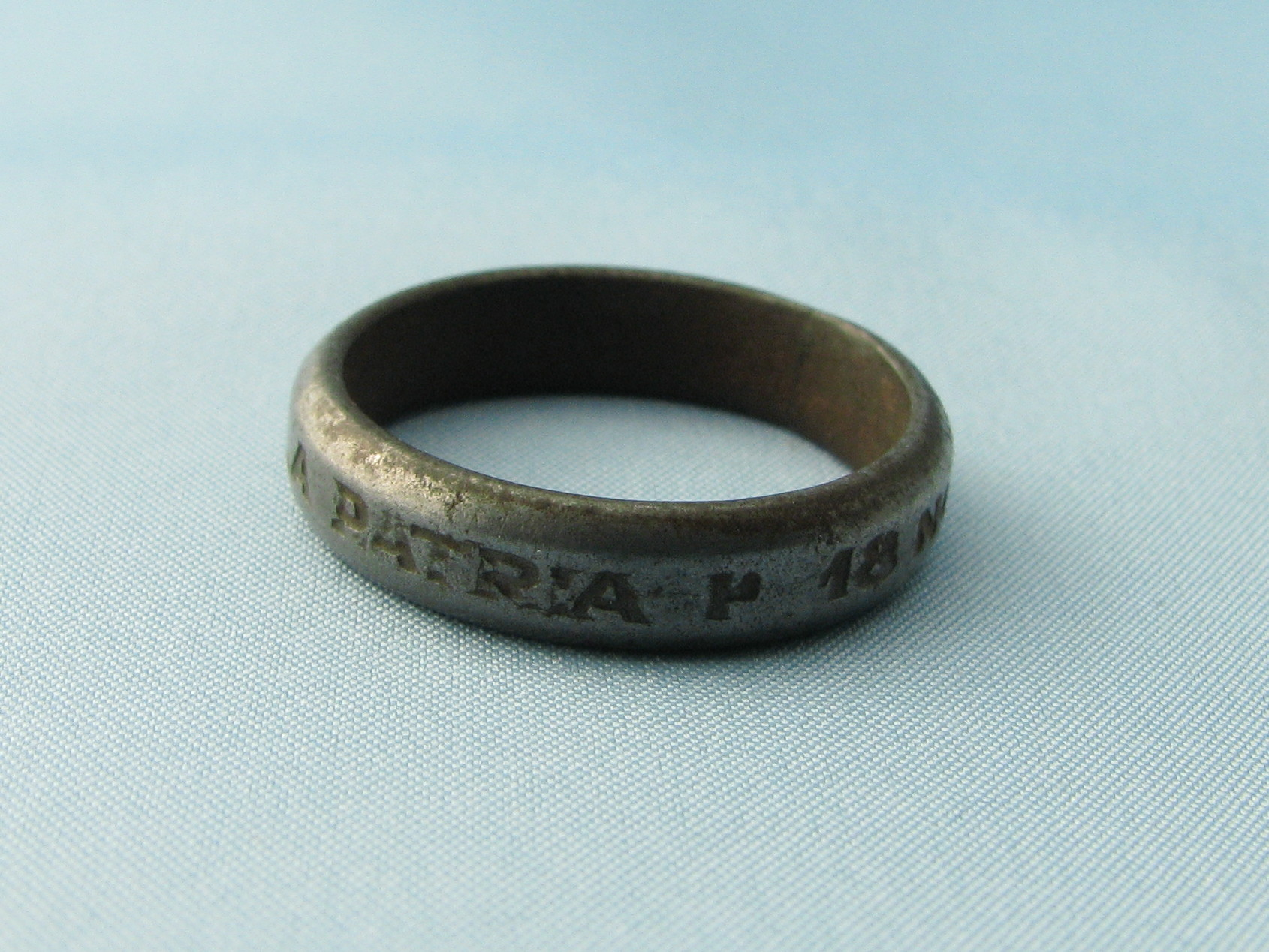
Пример стального кольца, вручённого жертвователям вместо золотого

Те, кто пожертвовал своё золотое обручальное кольцо, получили от правительства взамен стальное в ознаменование своего вклада; на нём было выгравировано ORO ALLA PATRIA — 18 NOV.XIV. Всего было собрано 37 тонн золота и 115 тонн серебра, которые, согласно правительственным заявлениям, были отправлены на государственный монетный двор.
Два полных кувшина с обручальными кольцами были найдены 27 апреля 1945 года 52-й гарибальдийской бригадой среди богатств фашистов, бежавших вместе с Муссолини, так называемых сокровищ Донго.